# Враг (роман)
«Враг» (англ. The Enemy, другое название — «Джек Ричер, или Враг») — роман английского писателя Ли Чайлда, вышедший в 2004 году. Восьмая книга из серии о бывшем военном полицейском Джеке Ричере.

## Сюжет
В канун 1990 года генерал-майор Кеннет Крамер умирает от сердечного приступа в мотеле, по-видимому, в компании проститутки. В ходе расследования майор военной полиции Джек Ричер устанавливает, что похищен портфель Крамера. Вместе с лейтенантом Саммер, Ричер отправляется в Виргинию, сообщить вдове генерал-майора о смерти её мужа. Однако, там они обнаруживают следы взлома, а также тело миссис Крамер.
Ричер пытается найти проститутку. Он узнаёт, что вместе с Крамером, по-видимому, была женщина-офицер. Позднее он знакомится с полковником Кумером и бригадным генералом Васселлем, друзьями Крамера. Они очень заинтересованы в поисках портфеля.
Тем временем, найдено тело солдата «Дельты» Кристофера Карбона. Все признаки указывают на то, что с ним расправились из-за его сексуальной ориентации. Начальника Ричера полковника Леона Гарбера внезапно переводят в Южную Корею и на его место назначают полковника Уилларда. Он поручает Ричеру обставить смерть Карбона как несчастный случай, шантажируя жалобой Кристофера на Джека об избиении гражданского. 
Вскоре находят тело командира Карбона полковника Дэвида Брубейкера, застреленного в городе Колумбия, штат Южная Каролина. Полагая, что оба убийства связаны, Ричер и Саммер сосредотачиваются на том, что отсутствует в недавно найденном портфеле Крамера: повестка дня конференции бронетанковых войск в Форт-Ирвине. Кумер и Васселль отрицают, что такая повестка дня существует, и Уиллард начинает оказывать давление на Ричера, заставляя его разгадать истинную причину похищения портфеля.
Джеку звонит его старший брат Джо и сообщает, что их мать Жозефина скончалась от рака в Париже. Ричер вместе с лейтенантом Саммер летит во Францию на похороны. Там он узнаёт, что его мать была членом Сопротивления в годы Второй мировой войны.
Вернувшись в Соединенные Штаты, Ричер встречается с начальником штаба и предлагает версию: после распада Советского Союза армия США готовится сократить свои бронетанковые войска, а Крамер и его коллеги намеревались лоббировать Конгресс отказаться от этого плана. Начальник признаётся, что он организовал для двадцати лучших следователей армии переводы в другие части. Он также подтверждает правильность версии Ричера и заявляет, что министр обороны также замешен в заговоре.
Ричер выясняет, что Крамер был гомосексуалистом и в мотеле он встречался с Карбоном, который похитил портфель, когда генерал скончался, и сообщил Брубейкеру о содержимом. Кумер и Васселль приказывают майору Маршаллу, выполняющему за них «грязную работу» забрать портфель и убить Карбона и Брубейкера. Маршалл также убивает миссис Крамер во время обыска в их доме. Кроме того, Ричер выясняет, что Маршалл также был любовником Крамера.
В Калифорнии Ричер арестовывает Васселля и Кумера. Затем он отправляется на стрельбище в пустыню Мохаве, где берёт под стражу Маршалла. Позднее Ричер находит пропавшую повестку дня, в которой содержится план убийства восемнадцати видных пехотных офицеров. Ричеру сообщают, что из-за жалобы, поданной Карбоном, его понизят в капитаны, если он не подаст встречный протест. В память о добром имени Карбона, как солдата, Ричер отказывается, полностью признав вину.

## Награды и номинации
- 2005 — Номинация на премию «Dilys Award»[3]
- 2005 — Премия «Barry Award» в номинации «Лучший роман»[4]
- 2005 — Премия «Ruby Award» на «BookBrowse Awards»[5]
- 2005 — Премия «Nero Award» [6][7]